# Pumpe (Kulturzentrum)

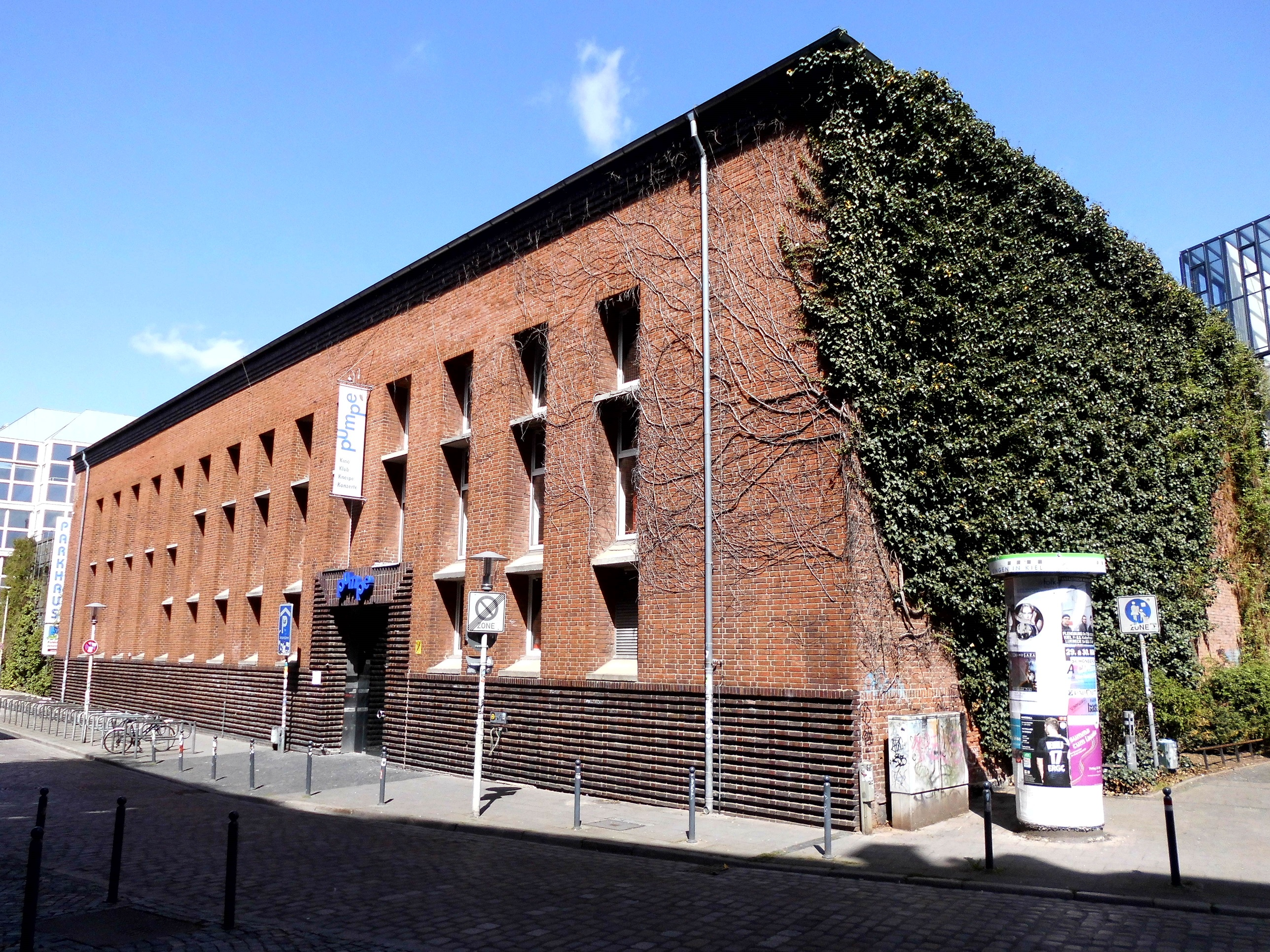
Außenansicht der Pumpe

Die Pumpe ist ein denkmalgeschütztes Kultur- und Kommunikationszentrum in Kiel.

## Nutzung

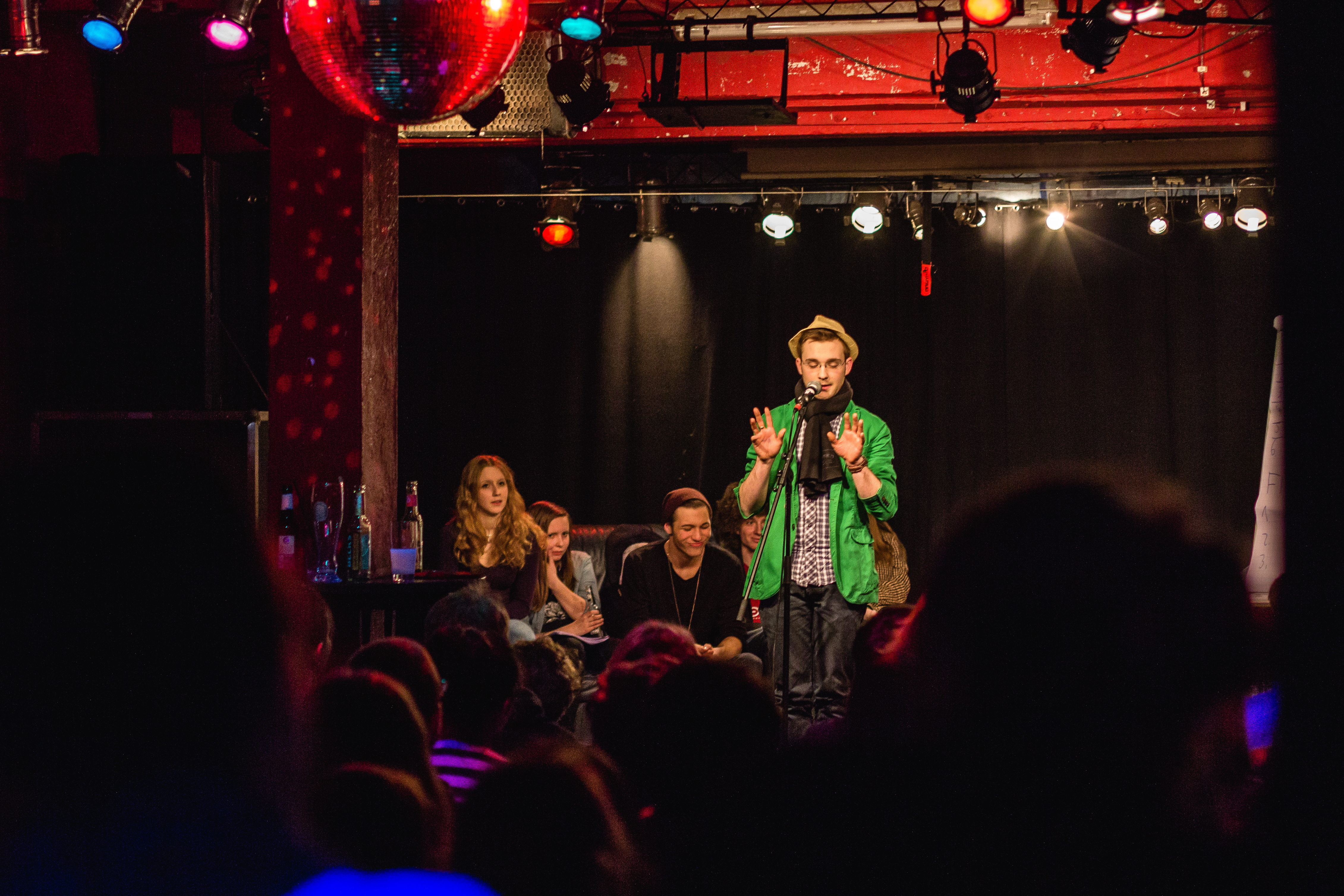
Ein Foto vom Poetry Slam im Roten Saal.

Die Pumpe verfügt über einen großen Veranstaltungssaal, Tagungs-, Gruppen- und Arbeitsräume, sowie über Werkstätten und Gastronomie-Bereiche. In der Pumpe finden regelmäßig Konzerte, Ausstellungen, Filmvorführungen, Theater-Inszenierungen, Lesungen, Poetry Slams, öffentliche Diskussionen und andere Veranstaltungen statt, die allesamt primär aus inhaltlichen und nicht aus kommerziellen Gesichtspunkten ins Programm genommen werden. Seit 1979 ist in der Pumpe das Kommunale Kino Kiel ansässig, das ein nichtkommerzielles, alternatives Kinoprogramm bietet.
Pro Jahr finden in der Pumpe über 750 Kino- und über 200 Konzertveranstaltungen statt sowie über 850 Treffen von verschiedensten Arbeitsgruppen und anderen regelmäßigen Nutzern. Insgesamt kann die Pumpe einen jährlichen Besucherstrom von über 100.000 Personen verzeichnen.

## Geschichte

### Pumpwerk

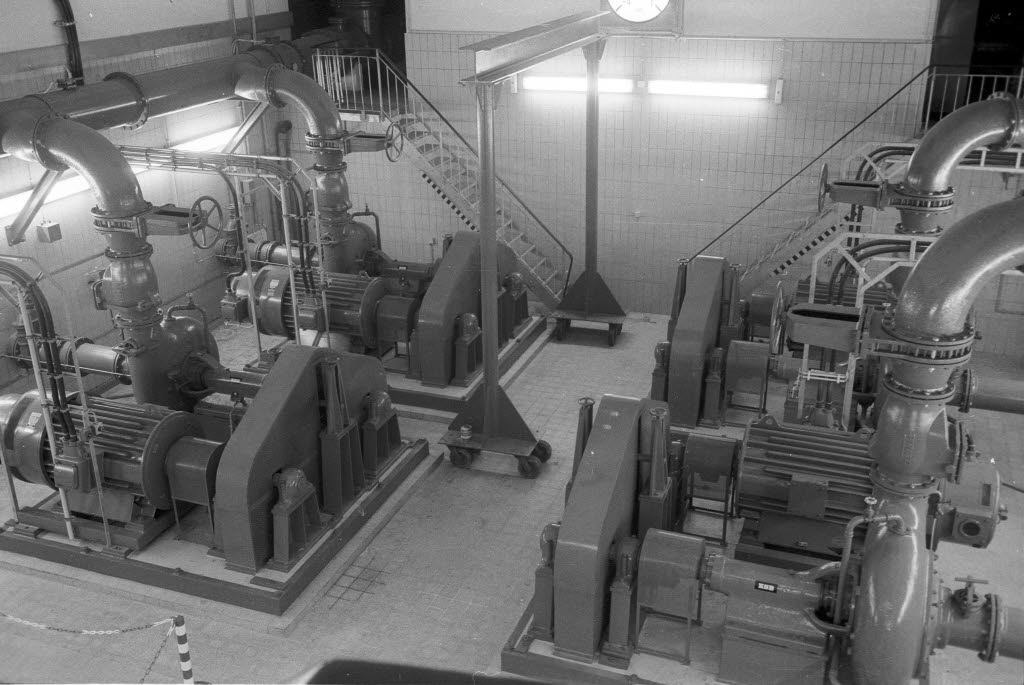
Pumpstation in der Haßstraße im Jahr 1976

Die Pumpe war ursprünglich ein Pumpwerk zur Entsorgung der Kieler Abwässer in die Kieler Förde. Das Pumpwerk wurde 1929 im Zentrum der Kieler Altstadt errichtet. 1974 erfolgte in Kiel jedoch an anderer Stelle ein Neubau des Pumpwerkes, so dass die Pumpe funktionslos geworden war.  Daher beschloss die Stadt Kiel das ehemalige Pumpwerk zu einem Kultur- und Kommunikationszentrum umzubauen.

### Veranstaltungszentrum
Im Zuge des Umbaus wurden in die weitläufige Halle des Pumpwerks zwei Obergeschosse eingezogen. Die Fertigstellung und Einweihung der Pumpe fand im Jahre 1979 statt. Auf den nunmehr über 2.000 m² Grundfläche entstanden Arbeits-, Veranstaltungs-, Kino-, Gastronomie-, Disco-, Bar- und Büroräume.
Im Inneren des denkmalgeschützten Gebäudes sind noch Teile der technischen Anlagen des Pumpwerks vorhanden, so wie beispielsweise ein großes Pumpenrad im Erdgeschoss, das sich zu dekorativen Zwecken sogar noch drehen kann.
2020 gewann die Pumpe den „BACKSTAGE Clubaward“ in der Kategorie „Umgang mit Musikern auf und hinter der Bühne“, welcher von den Musikerinnen und Musikern selbst gewählt wird.

### Verein „Pumpe e.V.“
Diese „neue“ Pumpe wurde im Mai 1979 dem gleichnamigen Verein als Kultur- und Kommunikationszentrum übergeben. Die Landeshauptstadt Kiel ist dabei jedoch weiterhin Eigentümer der Immobilie, der Verein Pumpe e.V. ist der Betreiber der Pumpe. Die Pumpe ist somit keine städtische Einrichtung. In dem Nutzungsvertrag zwischen der Stadt Kiel und dem Verein sind – neben der Höhe der finanziellen Zuwendungen durch die Stadt – insbesondere die kulturellen Aufgaben und Aufträge des Vereins festgehalten. Innerhalb dieses Vertragswerks ist der Verein jedoch unabhängig von allen politischen und verwaltungstechnischen Ebenen der Kommune.

## Finanzen
Problematisch ist immer wieder die finanzielle Ausstattung der Pumpe. Zuletzt versuchte 2002 der seinerzeitige städtische Dezernent für Abfallwirtschaft und Kultur die Pumpe zu schließen. Schließlich einigte man sich jedoch auf einen Vergleich, der eine drastische Kürzung der finanziellen Mittel für die Pumpe vorsah.

## Nachwuchs-Förderung
Die Pumpe setzt sich – vor allem in den Bereichen Film und Musik – für die Nachwuchs-Förderung ein. So ist die Pumpe einer der wenigen Orte in Kiel, an dem Nachwuchs-Bands, Nachwuchs-Musiker und Nachwuchs-DJs ihre Musik regelmäßig ausüben und einem größeren Publikum unter professionellen Bedingungen vorstellen können. Ebenso bietet das Kommunale Kino (gemeinsam mit der Filmwerkstatt der Filmförderung Hamburg Schleswig-Holstein) jungen Filmemachern aus der Region die Möglichkeit, ihre Arbeiten auf der Leinwand zu zeigen.